# Probezzia soikai
Probezzia soikai är en tvåvingeart som först beskrevs av Radovan Harant och Huttel 1952.  Probezzia soikai ingår i släktet Probezzia och familjen svidknott.
Artens utbredningsområde är Italien. Inga underarter finns listade i Catalogue of Life.